# Verbandsgemeinde Rengsdorf

Lage der Verbandsgemeinde im Landkreis Neuwied

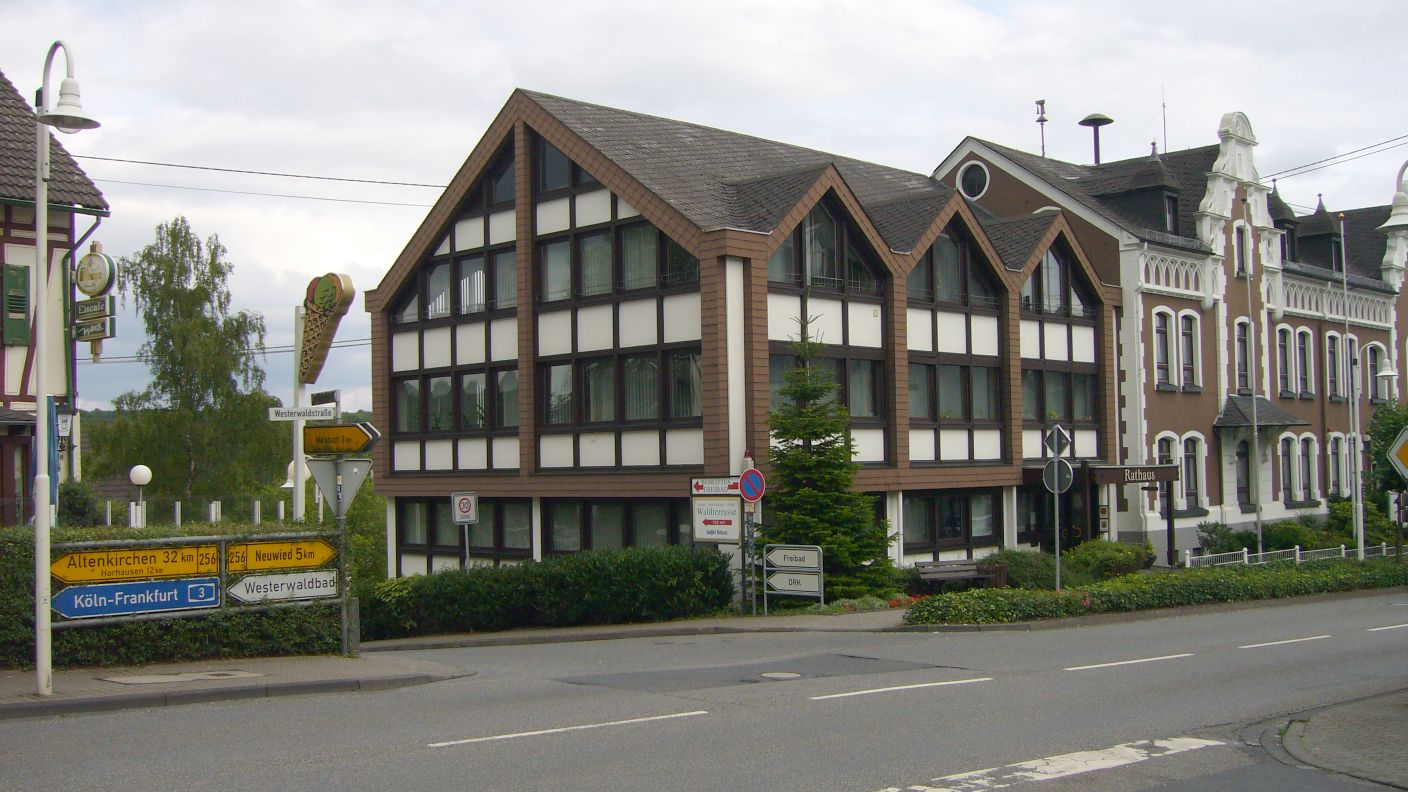
Rathaus der Verbandsgemeinde

Die Verbandsgemeinde Rengsdorf war eine Gebietskörperschaft im Landkreis Neuwied in Rheinland-Pfalz. Der Verbandsgemeinde gehörten 14 eigenständige Ortsgemeinden an, der Verwaltungssitz war in der namensgebenden Ortsgemeinde Rengsdorf. Das Verwaltungsgebiet der Verbandsgemeinde lag im Naturpark Rhein-Westerwald.
Die Verbandsgemeinde Rengsdorf wurde zum 1. Januar 2018 aufgelöst und die zugehörenden Gemeinden der neuen Verbandsgemeinde Rengsdorf-Waldbreitbach zugeordnet.

## Verbandsangehörige Gemeinden
| Ortsgemeinde               | Fläche (km²) | Einwohner |
| -------------------------- | ------------ | --------- |
| Anhausen                   | 9,54         | 1.364     |
| Bonefeld                   | 5,21         | 950       |
| Ehlscheid                  | 6,29         | 1.386     |
| Hardert                    | 3,44         | 833       |
| Hümmerich                  | 4,27         | 781       |
| Kurtscheid                 | 5,10         | 952       |
| Meinborn                   | 4,39         | 523       |
| Melsbach                   | 2,80         | 1.991     |
| Oberhonnefeld-Gierend      | 3,97         | 1.085     |
| Oberraden                  | 4,33         | 642       |
| Rengsdorf                  | 6,91         | 2.678     |
| Rüscheid                   | 4,90         | 781       |
| Straßenhaus                | 10,16        | 1.885     |
| Thalhausen                 | 3,66         | 731       |
| Verbandsgemeinde Rengsdorf | 74,96        | 16.582    |

(Einwohner am 31. Dezember 2015)

## Geschichte
Kurtscheid gehörte bis 1970 zur Verbandsgemeinde Waldbreitbach und deren Vorgänger Amt Neuerburg. Nach einer Bürgerbefragung entschied sich der Ort zu einem Wechsel nach Rengsdorf.

## Bevölkerungsentwicklung
Die Entwicklung der Einwohnerzahl im Gebiet der Verbandsgemeinde Rengsdorf zum Zeitpunkt ihrer Auflösung; die Werte von 1871 bis 1987 beruhen auf Volkszählungen:
| Jahr | Einwohner |
| 1815 | 3.392     |
| 1835 | 4.579     |
| 1871 | 5.436     |
| 1905 | 5.981     |
| 1939 | 6.988     |
| 1950 | 8.039     |

| Jahr | Einwohner |
| 1961 | 9.064     |
| 1970 | 10.610    |
| 1987 | 13.580    |
| 1997 | 16.236    |
| 2005 | 16.595    |
| 2015 | 16.582    |

## Verbandsgemeinderat
Der Verbandsgemeinderat Rengsdorf bestand aus 32 ehrenamtlichen Ratsmitgliedern, die bei der Kommunalwahl am 25. Mai 2014 in einer personalisierten Verhältniswahl gewählt wurden, und dem hauptamtlichen Bürgermeister als Vorsitzendem.
Die Sitzverteilung im Verbandsgemeinderat:
| Wahl | SPD | CDU | GRÜNE | FDP | FWG | Gesamt   |
| ---- | --- | --- | ----- | --- | --- | -------- |
| 2014 | 14  | 12  | 3     | 1   | 2   | 32 Sitze |
| 2009 | 14  | 11  | 2     | 4   | 1   | 32 Sitze |
| 2004 | 14  | 13  | 2     | 3   | –   | 32 Sitze |

- FWG = Freie Wählergemeinschaft Rengsdorf e. V.